# Shinhwa
A Shinhwa (koreai írásal: 신화, Sinhva) egy 1998-ban alakult hattagú popegyüttes, Dél-Korea legrégebb óta zenélő fiúegyüttese. Bár kisebb-nagyobb szüneteket tartottak a pályafutásuk során, hivatalosan sosem oszlottak fel, és tagcsere sem történt soha. 2012 márciusában 10. nagylemezüket jelentették meg. Pályafutásuk kezdetén az S.M. Entertainment volt a kiadójuk, 2011-ben saját céget alapítottak Shinhwa Company néven. 2005-ben az együttesről csillagot is elneveztek.